# هیلاری بارت
هیلاری بارت (انگلیسی: Hilary Barte؛ زادهٔ ۱۷ نوامبر ۱۹۸۸) یک تنیس‌باز اهل ایالات متحده آمریکا است.